# Shaker Mahmoud
Shaker Mahmoud Hamza (arabe : شاكر محمود ﺣــﻤﺰة), né le 5 mai 1960 en Irak, est un footballeur international irakien qui évoluait au poste de milieu de terrain.

## Biographie

### Carrière en club
Shaker Mahmoud joue en faveur du club d'Al Shabab.

### Carrière en sélection
En 1985, il dispute deux matchs avec l'équipe d'Irak, contre les Émirats arabes unis et la Syrie, rentrant dans le cadre des éliminatoires du mondial 1986.
Il figure dans le groupe des sélectionnés lors de la Coupe du monde de 1986. Lors du mondial organisé au Mexique, il joue un match contre le pays organisateur.